# Antifonale

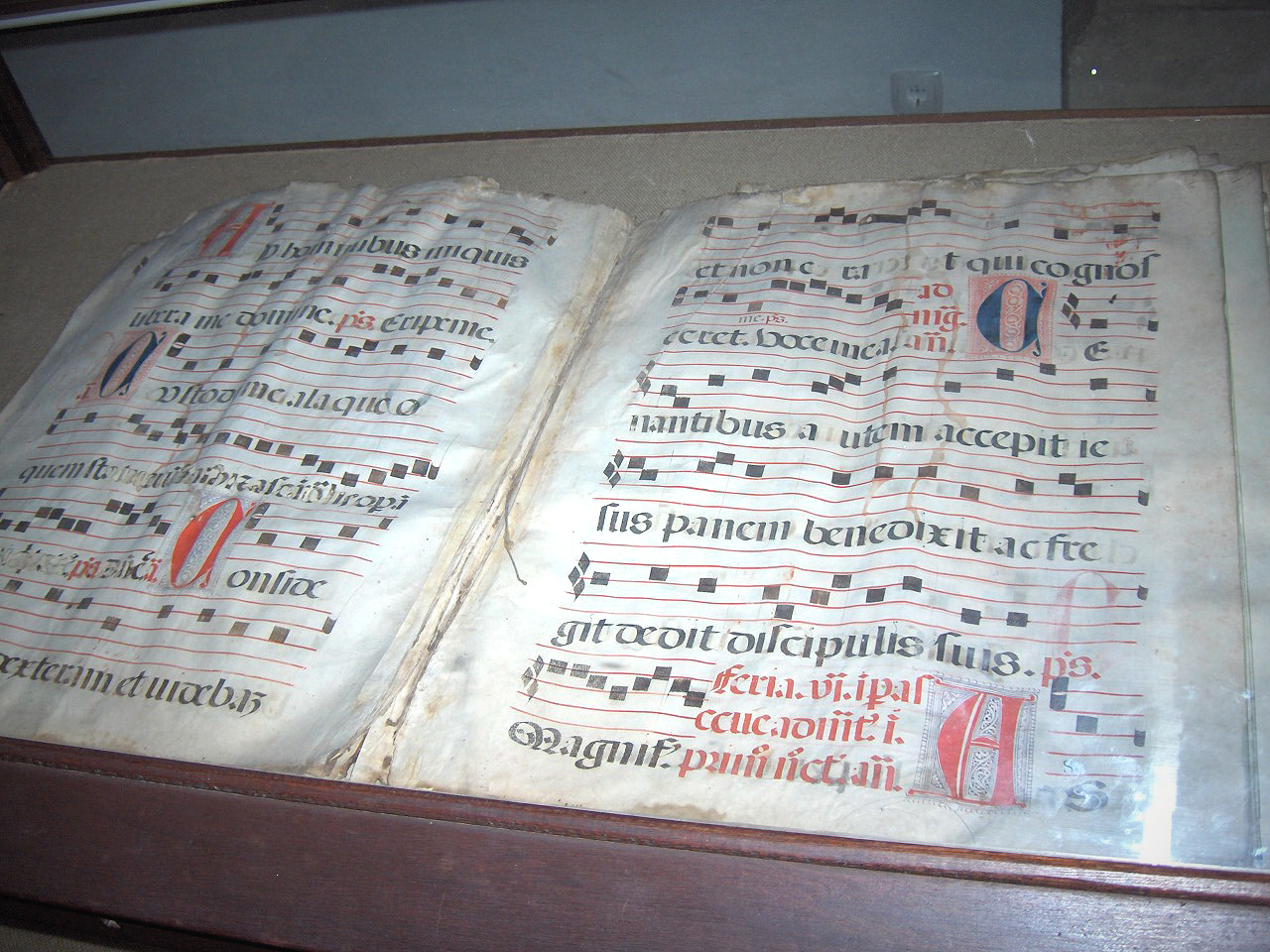
Mässbok från Evora, Portugal.

Antifonale (antifonarium, antiphonarium) är en romersk liturgisk sångbok med noter för tidegärden (antiphonarium officii) och gradualer (antiphonarium Missarum), men även för de sjungna delarna av gudstjänsten eller breviariet. Antifonaler är avsedda för att brukas in choro (med liturgisk kör) och kännetecknas, som namnet antyder, av de antifoner som är vanligt förekommande i den romerska liturgin. Det finns flera olika utgåvor av antifonaler. Ett antifonale avsedd för Svenska kyrkan har utgivits av Laurentius Petrisällskapet. 
Sångboken kan exempelvis ha huvudsakligen svart text med minuskler och nottecken på pergamentblad. Initialerna (begynnelsebokstäverna, stora majuskler) kan ha färg i rött, svart och kanske blått och paginasiffrorna kan vara romerska siffror i rött.